# Martensville
Martensville (offiziell City of Martensville) ist eine Gemeinde im südlichen Zentrum der kanadischen Provinz Saskatchewan. Die Gemeinde ist eine „urban municipality“ mit dem Status einer Stadt (englisch City) und verfügt, wie alle „urban municipalities“ in der Provinz, über eine eigenständige Verwaltung. Martensville ist überwiegend eine Schlafstadt, deren Bewohner im südlich gelegenen Saskatoon arbeiten.
Die Stadt gilt als eine der am stärksten wachsenden Gemeinden in der Provinz. Das weit überdurchschnittliche Bevölkerungswachstum hält bereits, ähnlich wie im nordöstlich gelegenen Warman, seit Ende der 1990er Jahre an.

## Lage
Die Stadt liegt am Rand der nördlichen Ausläufer der Great Plains und ist umgeben von der Rural Municipality of Corman Park No. 344. Bis zur nächsten Großstadt, Saskatoon, sind es Luftlinie etwa 15 Kilometer. Im Westen tangiert der in Nord-Süd-Richtung verlaufende Highway 12 die Stadt.

## Geschichte
Ursprünglich Siedlungsgebiet der First Nations, begann die Geschichte der heutigen Gemeinde damit, dass im Jahr 1939 Dave Martens hier Land kaufte und Teile davon an andere Interessierte weiterverkaufte. Die Gemeinde wuchs dann langsam, aber stetig und erhielt dann im Jahr 1966 den offiziellen Status eines Dorfes („incorporated“ als „Village“) und 1969 den einer Kleinstadt („Town“). Im Jahr 2009 wurde die Gemeinde zur Stadt („City“) ernannt.

## Demografie
Die Gemeinde wird für den Zensus zur Saskatchewan Census Division No. 11 gerechnet. Der Zensus im Jahr 2021 ergab für die Stadt eine Bevölkerungszahl von 10.549 Einwohnern, nachdem der Zensus im Jahr 2011 für die Gemeinde eine Bevölkerungszahl von nur 7716 Einwohnern ergeben hatte. Die Bevölkerung hat damit im Vergleich zum letzten Zensus im Jahr 2011 extrem stärker als der Trend in der Provinz um 36,72 % zugenommen, während der Provinzdurchschnitt bei einer Bevölkerungszunahme von 6,3 % lag. Bereits im Zensuszeitraum von 2006 bis 2011 hatte die Einwohnerzahl in der Gemeinde extrem stärker als der Provinzdurchschnitt um 55,0 % zugenommen, während die Gesamtbevölkerung in der Provinz um 6,7 % zunahm. Parallel zum Bevölkerungswachstum vergrößerte sich in den jeweiligen Zensuszeiträumen auch die Gemeindefläche, jedoch nicht im Verhältnis zum Einwohnerwachstum, zu Lasten der umgebenden Landgemeinde Corman Park.
| Zensus | Entwicklung | Entwicklung      | Entwicklung   | Entwicklung                        |
| Zensus | Einwohner   | Veränderung in % | Fläche in km² | Einwohner- dichte in Einw. pro km² |
| ------ | ----------- | ---------------- | ------------- | ---------------------------------- |
| 2021   | 10.549      | + 9,37           | 13,56         | 777,9                              |
| 2016   | 9645        | + 25,0           | 6,79          | 1421,2                             |
| 2011   | 7716        | + 55,0           | 6,23          | 1239,3                             |
| 2006   | 4969        | + 13,8           | 4,78          | 1040,0                             |
| 2001   | 4365        | + 25,4           | 3,54          | 1232,0                             |
| 1996   | 3477        | + 5,0            | 3,12          | 1114,4                             |